# Bosc de Băneasa
El bosc de Băneasa (Pădurea Băneasa en romanès) és un bosc al nord de Bucarest (Romania). Cobreix 800 hectàrees (2.000 acres) i es troba a prop del barri Băneasa i l'aeroport de Băneasa. A la seva part sud, hi ha el jardí zoològic Zoo Băneasa.

## Història
Després de la revolució romanesa de 1989 i el final de l'era comunista de Romania, una gran part de la zona va ser transferida de la propietat estatal a persones particulars, que havien obtingut el reconeixement judicial dels seus actes familiars. Segons una estimació del 2007 del diari Jurnalul Naţional, s'havien reassignat unes 10.000 hectàrees mitjançant aquest procés. A conseqüència d'això, el bosc de Băneasa també es va convertir en un lloc per al desenvolupament immobiliari, que es va fer al límit de la legalitat o en contra de la llei, i va implicar diverses personalitats públiques romaneses. Segons un informe de 2008 del diari Cotidianul, entre aquests últims hi havia els empresaris-polítics Gigi Becali, Dan Voiculescu i Sorin Pantiș.
El mateix diari també va afirmar que el lloc era una de les ubicacions al centre d'un altre escàndol polític, suposadament involucrat a l'exalcalde de Bucarest i posteriorment president Traian Băsescu al costat del controvertit promotor immobiliari Puiu Popoviciu. Popoviciu havia estat acusat anteriorment d'utilitzar les subvencions de terres de l'Institut Agronòmic per consolidar els seus negocis personals. Tant Cotidianul com Jurnalul Național van citar una auditoria privada utilitzada com a justificació pels promotors, segons la qual la construcció d'instal·lacions al bosc va tenir l'efecte positiu de reduir la contaminació acústica, i van afirmar que l'empresa en qüestió tenia entre els seus accionistes l'antic ministre de Medi Ambient i Política liberal demòcrata Sulfina Barbu.

## En referència cultural
Băneasa Forest té assignada una presència central a Noaptea de Sânziene, una novel·la escrita després de 1949 per l'autor i investigador romanès Mircea Eliade. Conegut com el "bosc prohibit" a la versió anglesa del llibre, és un lloc paranormal, on el protagonista Ștefan troba escapar del sofriment del món modern. Andy Irvine ha escrit una cançó "Băneasă's Green Glade", que va gravar el 1974 amb Planxty a l'àlbum Cold Blow and the Rainy Night.

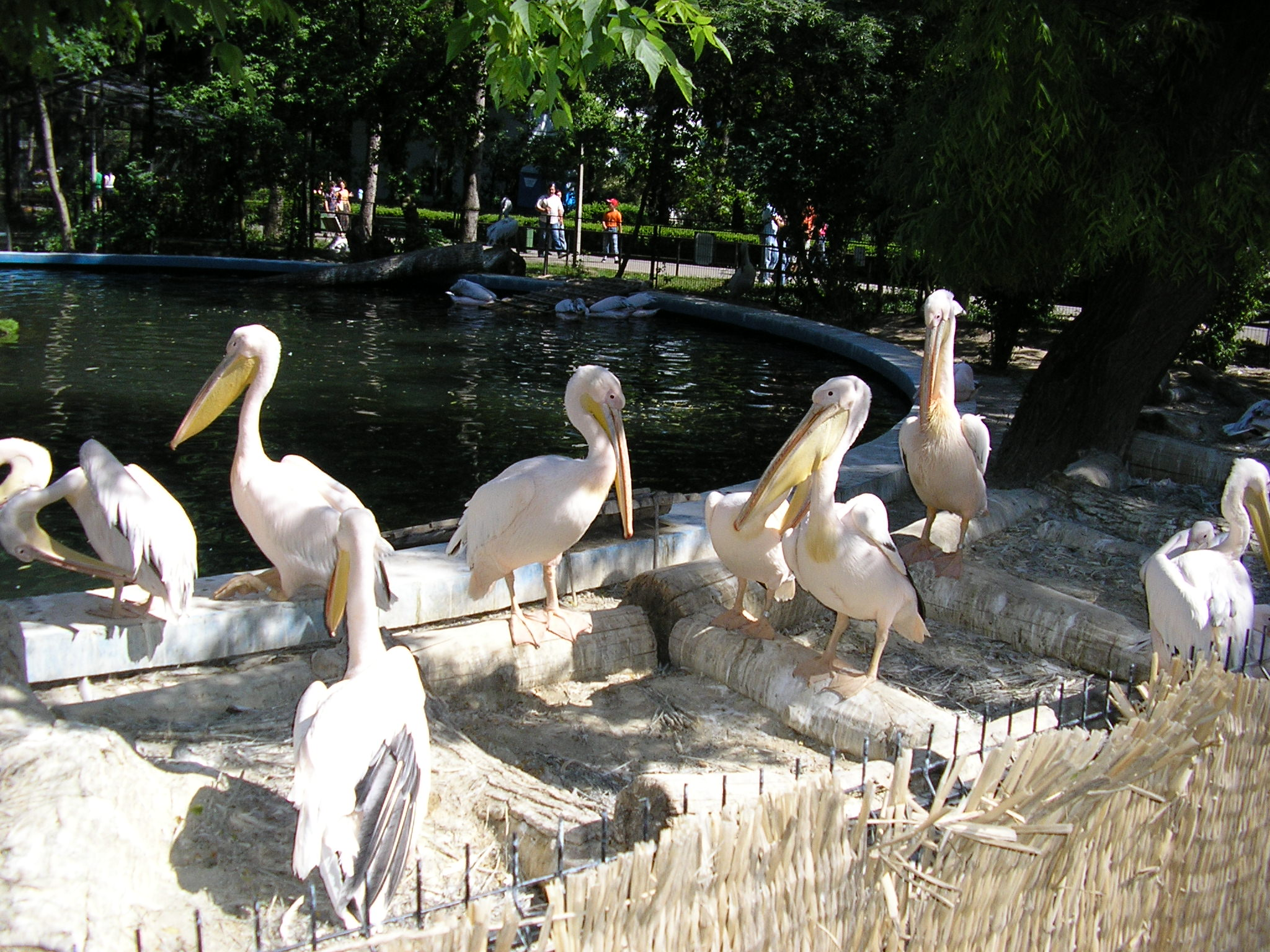
Zoo Băneasa